# Erik VI. (Dänemark)

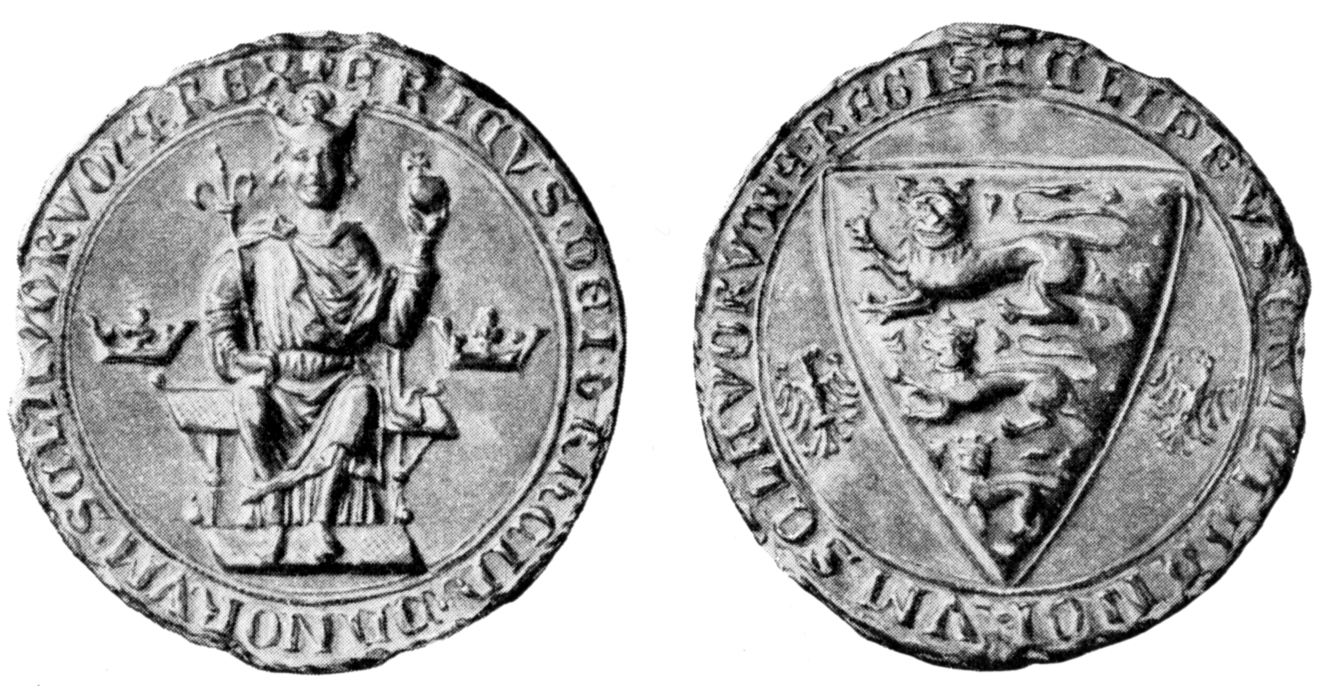
Siegel Eriks VI.

Erich VI. Menved (dänisch: Erik VI. Menved; * 1274; † 13. November 1319) war ein Sohn von Erich V. und von 1286 bis 1319 König von Dänemark.

## Leben

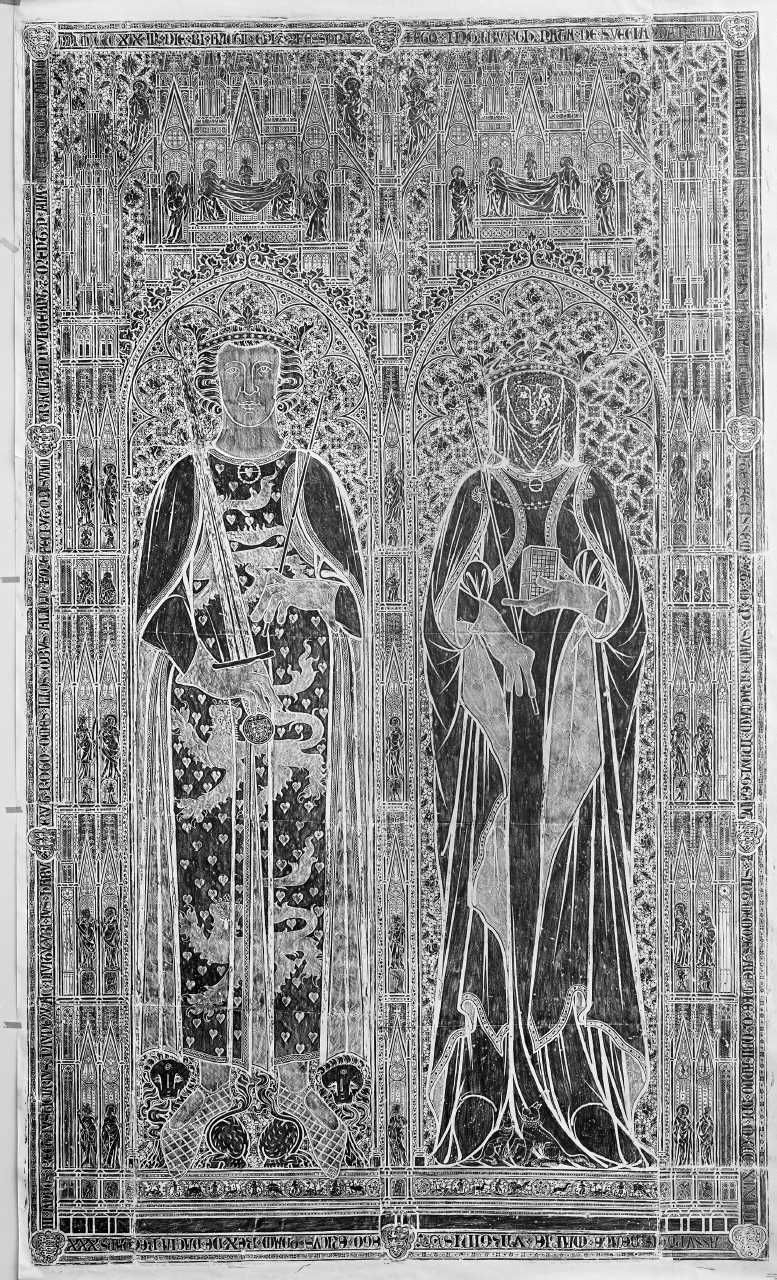
Grabplatte Eriks VI. Menved und seiner Frau Ingeborg (beide † 1319), St.-Bendts-Kirche, Ringsted

Seine Eltern waren König Erik V. Klipping aus dem Haus Estridsson und Agnes von Brandenburg. Er folgte seinem 1286 ermordeten Vater als Minderjähriger auf dem Thron. Kurzzeitig war Waldemar IV. von Schleswig Reichsverweser des jungen Königs, dem der Herzog seine Freiheit verdankte. Bis 1294 regierte seine Mutter für ihn. Der Beiname „Menved“ soll seiner bevorzugten Eidesformel „ved alle hellige mænd“ - „bei allen heiligen Männern“ entstammen.
1296 heiratete Erik Ingeborg Magnusdotter, die Tochter König Magnus Ladulås von Schweden. Erik VI. sah sich in der Tradition König Waldemars II. und legitimierte seine expansionistische Politik im südlichen Ostseeraum durch eine von König Albrecht I. bestätigte Urkunde aus der Kanzlei Kaiser Friedrichs II., die den Dänenkönigen jene Herrschaft nördlich von Elbe und Elde zugestand, stürzte Dänemark dadurch jedoch in ein finanzielles Fiasko. Seine Herrschaft war geprägt von einer starken innerdänischen Opposition und Adelsrevolten, die sich in der Person Jens Grand, dem Erzbischof von Lund, manifestierten. Auch die schwedische Politik, die Auseinandersetzungen zwischen König Birger Magnusson, der der Bruder der Gattin Eriks VI. war und dessen Schwester Märta ehelichte, und dessen Brüdern Erik und Waldemar, brachte ihn in militärische Konflikte.

## Beziehungen zu den Hansestädten im südlichen Ostseeraum
Erik verfolgte eine dänische Hegemonialpolitik im pommerschen Gebiet. So versuchte er den aufstrebenden Hansestädten territorialstaatliche Gewalt entgegenzusetzen, ihre Privilegien zu beschneiden und gleichwohl schwedisch-norwegische Söldnerwerbungen dort zu unterbinden.

### Beziehung zu Lübeck
Er erwarb zeitweilig die Schutzherrschaft über Lübeck (1307–1319), da das dortige Patriziat einen Konflikt mit den Holstenfürsten erwartete. Der Dänenkönig war bei schwacher Königsherrschaft im Spätmittelalter ein starker Bundesgenosse, sodass ihm das Amt eines Schirmvogts zu Lübeck angetragen worden ist. Das Beistandsbündnis der Hansestädte von 1308 unterzeichnete Lübeck aber nur unter der Vorgabe, in keine Auseinandersetzung mit Erik zu geraten.

### Auseinandersetzung vor Rostock
Erik, der seit 1300 de facto „Oberlehnsherr“ über Rostock war, wollte 1311 ein großes Fest dort ausrichten. Es sollte eine Präsentation höfisch-feudalen Selbstverständnisses werden. Bedeutende Gestalten der damaligen dichterischen Elite wie Heinrich Frauenlob von Meißen waren anwesend, um die Ereignisse im Juni festzuhalten.
Die Stadt öffnete dem riesigen Aufgebot jedoch nicht ihre Tore, weil sie vermutete, Erik von Dänemark wolle seine Position als Schutzherr von Rostock weiter ausbauen. Jenes ritterliche Fest musste nun vor dessen Toren gefeiert werden.
Von diesem Ereignis schwer beleidigt, erklärte Erik der Stadt den Krieg. Einer Rostocker Gesandtschaft unter Führung des Ratsherrn Bernhard Kopman gelang es nicht, den Streit beizulegen. Ein erster Bund der Hansestädte lag nun im Kampfe mit einer Koalition von Reichsgrafen, zu denen die Markgrafen zu Brandenburg, sowie der Feldherr Heinrich II. von Mecklenburg, der als Stadthauptmann zu Rostock von Erik eingesetzt worden war, gehörten. Dieser Konflikt brachte das einst unmittelbare Fürstentum Rostock als Lehen unter die Gewalt des expandierenden Mecklenburgs.

### Stralsund und der Konflikt mit dem Markgrafen von Brandenburg
Da Stralsund mit den Rügenfürsten verbunden war, die ihrerseits in Lehnsabhängigkeit zu Dänemark standen, führten dortige Aufstände zu weiteren militärischen Aktionen Eriks im Alten Reich. Dadurch geriet er in einen Konflikt (Markgrafenkrieg) zu dem brandenburgischen Markgrafen Woldemar, der stets darauf bedacht war, der Markgrafschaft einen Weg zum Meer zu erschließen. Mit Hilfe des von ihm zum Marschall ernannten mecklenburgischen Grafen Heinrich dem Löwen und anderen Herrschern versuchte Erik VI. seine Politik zu verwirklichen. Dieser Krieg der Jahre 1316/17 war mündete in der Schlacht bei Gransee und brachte schließlich wenig Veränderungen am Status quo. Der Chronist Ernst von Kirchberg, im Auftrag Herzog Albrechts III. von Mecklenburg stehend, beschreibt diese Vorgänge in einer Reimchronik.
Erik erwies sich somit als einer der letzten Herrscher, die Dänemark als Großmacht präsentierten.